# 野外醫院
野外醫院（英語：Field hospital），原是指戰時行動醫療單位或小型醫院，會臨時收治傷患，並後送永久性醫院設施。該術語主要用於軍事環境，因此常譯作野戰醫院或戰地醫院，雖概念起源於戰場，但現亦在災難和重大事故，以及常規軍事醫學的情況下出現。於是在戰亂或災害、癘疫等現場上可見到紅十字會，或由政府、軍方支援開設野外醫院以收治患者。
野外寬敞區域以帳篷為臨時醫療處所，配備了醫務人員和行動醫療設備，便於傷亡地附近設置；在城市環境則通常設置於醒目可見的建築物中。在空中醫院的情況下，行動醫療設備則放置在大型飛行載具中進行醫療；而海上醫院除軍方醫療艦外，也可用郵輪改裝。野外醫院一般比臨時救護站大，而比永久性醫院設施小。
像1949年《日內瓦四公約》一樣，現代戰時國際法禁止襲擊醫生、救護車、醫院船隻或紅十字會、紅新月會，及其他象徵國際紅十字與紅新月醫院建築的規定。若沒帶有紅色十字或紅新月標誌的建築物，即是攻擊時的有效目標。

## 延伸阅读
- Clouston, Ann. . The Memoir Club. 2018  [2020-03-30]. （原始内容存档于2018-05-18）.

## 外部連結
维基共享资源上的相關多媒體資源：野外醫院